# Российский ядерный страховой пул

Здание, в котором расположены органы управления РЯСП

Российский ядерный страховой пул (РЯСП) — страховой пул, объединяющий российских страховщиков, участвующих в страховании и перестраховании ядерных рисков (страховых рисков, связанных с возможным радиационным загрязнением окружающей среды). РЯСП страхует риски гражданской ответственности предприятий атомной отрасли, не связанных с военной сферой и оборонной промышленностью, а также гражданского атомного морского флота. Важнейшими принципами совместной работы, признаваемыми всеми членами пула, являются: сострахование рисков в соответствии с согласованными квотами, солидарная ответственность (если почему-то не заплатит один страховщик — за него заплатят другие участники пула), общие для всех правила страхования и тарифы, согласованное перестрахование крупных рисков через РЯСП за рубежом.

## История создания и развития

Председатель наблюдательного совета РЯСП Сергей Иванов

Значок, выпущенный к 15-и летию РЯСП

В октябре 1997 года десять страховых компаний договорились создать пул для страхования рисков ответственности предприятий ядерной энергетики , 27 ноября того же года двадцать российских страховщиков подписывают соглашение о создании страхового ядерного пула, а 19 декабря 1997 года пул регистрируется Департаментом страхового надзора Министерства Финансов. РЯСП стал первым в России полноценным страховым пулом. Для управления РЯСП были созданы Наблюдательный совет и Исполнительный комитет. В конце 1998 года было заявлено о готовности пула принимать риски, лидером пула становится страховая компания МАКС, в 1999 году РЯСП страхует первые риски гражданской ответственности концерна «Росэнергоатом» и ОАО «Мурманское морское пароходство».
Сильнейшее влияние на работу пула оказала начатая в 2004—2005 годах реформа ядерной отрасли страны — образование Росатома и назначение его руководителем Сергея Кириенко, а особенно — подписание Россией «Венской конвенции о гражданской ответственности за ядерный ущерб». Поскольку объём страхового покрытия, предусмотренного конвенцией, явно превышал возможности российских страховых компаний, остро встал вопрос о перестраховании этих рисков у зарубежных атомных страховых пулов. 
В 2008 году лидером РЯСП становится ОАО «СОГАЗ», перед которым Наблюдательным советом пула были поставлены следующие задачи: 
1. организовать страхование и перестрахование рисков концерна «Росэнергоатом» в соответствии с международными стандартами и лимитами, установленными Венской конвенцией;
2. перестраховать риски российских АЭС в зарубежных ядерных страховых пулах;
3. стать полноправным членом международной пулинговой системы;
4. диверсифицировать страховой портфель пула за счет входящего перестрахования зарубежных ядерных рисков;
5. провести реорганизацию пула.

Для организации перестраховочной защиты рисков концерна «Росэнергоатом» в 2009 году была проведена первая международная страховая инспекция на Ленинградской и Балаковской АЭС. Положительные результаты инспекции позволили преодолеть недоверие зарубежных страховщиков к уровню безопасности российских ядерных объектов, которое прочно укоренилось после аварии на Чернобыльской АЭС в 1986 году и, в конечном счете, перестраховать риски российских АЭС в зарубежных ядерных страховых пулах. Сейчас риски концерна «Росэнергоатом» перестрахованы в 16-ти зарубежных пулах. 
По мере участия РЯСП в работе международной пулинговой	системы росло доверие зарубежных партнеров к российскому пулу. В 2010 году РЯСП впервые получил в перестрахование риски зарубежных объектов использования ядерной энергии. В настоящий момент РЯСП перестраховывает ядерные риски из 11 стран. Ёмкость РЯСП (совокупное собственное удержание членов пула) составляет 200 млн долларов США для страхования гражданской ответственности за ядерный ущерб российских объектов использования атомной энергии и 50 млн долларов США для перестрахования имущественных рисков зарубежных атомных объектов.

## Правовая среда
Помимо «Закона об организации страхового дела в РФ» (ФЗ N 4015-1 от 27 ноября 1992 года, деятельность РЯСП и страховщиков ядерных рисков регулируется также ратифицированной Россией 21 марта 2005 года «Венской конвенцией о гражданской ответственности за ядерный ущерб» и «Законом об использовании атомной энергии» (ФЗ N 170 от 21 ноября 1995 г). Именно эти нормативные документы требуют обязательного страхования ответственности организаций, эксплуатирующих ядерные объекты и регулируют порядок такого страхования.
Так, Венская конвенция требует от владельцев ядерных объектов страховать гражданскую ответственность на сумму не менее 60 млн долларов США, а обязанность по возмещению ущерба, превышающего эту сумму, возлагает на бюджет страны-участницы.
РЯСП, как и РАТСП, специальной оговоркой (статья 4 пункт «г») в Постановлении Правительства РФ «О случаях допустимости соглашений между страховщиками, работающими на одном и том же товарном рынке, об осуществлении совместной страховой или перестраховочной деятельность» (ПП № 504 от 5 июля 2010 года) выведены из-под действия антимонопольных ограничений на образование страховых пулов.

## Международное сотрудничество
Российский ядерный страховой пул с 2009 года является полноправным членом международной пулинговой системы (англ. International Nuclear Insurance Pools), в которую входят национальные атомные пулы всех стран. Он получает в перестрахование риски от зарубежных партнеров и, в свою очередь, передает им в перестрахование риски отечественных предприятий. Таким образом обеспечивается исключительно высокая финансовая устойчивость всей системы, надежно гарантирующая выплату страховых возмещений в полном объёме даже при очень крупных ядерных авариях с огромным ущербом.
Вторым важным направлением сотрудничества отечественных и зарубежных страховых компаний в деле обеспечения ядерной безопасности населения являются регулярные международные инспекции на объекты атомной энергетики и промышленности (прежде всего — АЭС), организуемые страховщиками и перестраховщиками. Уровень безопасности, достигнутый на конкретном объекте, прямо влияет на размер страховых и перестраховочных тарифов и поэтому является объектом самого пристального внимания со стороны страховщиков ядерных рисков всего мира. При этом инспекции с одновременным участием представителей нескольких национальных ядерных пулов (включая РЯСП) проходят и в России, и в других странах — это общая международная практика.

## Организационная структура и органы управления

Логотип НАСАО

Пул — это объединение страховщиков без образования юридического лица. Органом управления пула является Наблюдательный совет, исполнительным органом — Исполнительный комитет.

### Национальная ассоциация страховщиков атомной отрасли
Национальная Ассоциация Страховщиков Атомной Отрасли (НАСАО) — созданная в 2011 году некоммерческая организация, членами которой являются все участники пула. НАСАО управляется общим собранием под председательством Председателя Правления ОАО «СОГАЗ» Иванова Сергея Сергеевича. 
Коллегиальным исполнительным органом НАСАО является Совет Ассоциации, единоличным исполнительным органом — её Президент, Руденский Павел Олегович.
Совет Ассоциации формирует и руководит работой трех комитетов:
1. Правовой комитет, занимающийся разработкой методических материалов и других внутренних документов Ассоциации, а также работающий с проектами нормативных актов
2. Финансовый комитет, который консультирует участников и контролирует соблюдение ими решений Ассоциации, в том числе методических материалов в области финансовых правоотношений, готовит отчеты и представляет их на рассмотрение в Совет Ассоциации
3. Технический комитет, в функции которого входит консультирование участников и контроль за соблюдением ими решений Ассоциации, в том числе методических материалов в области сюрвейя и деятельности сюрвейеров, аварийных комиссаров с организациями атомной отрасли, подготовка отчетов и передача их на рассмотрение в Совет Ассоциации.

Президент НАСАО Павел Руденский

## Участники пула
По состоянию на март 2015 года в Российский ядерный страховой пул входило 20 страховых компаний с высшими рейтингами по национальной рейтинговой шкале (в том числе - практически все российские системно значимые страховые компании): 
- «Абсолют Страхование»,
- «АльфаСтрахование»,
- «Альянс»,
- «ВСК»,
- «ВТБ Страхование»,
- «Зетта Страхование»
- «Ингосстрах»,
- «МАКС»,
- «Проминстрах»,
- «РЕСО-Гарантия»,
- «Росгосстрах»,
- «Сбербанк Страхование»
- «СОГАЗ»,
- «Согласие»,
- Страховое общество «Сургутнефтегаз»,

- «Чрезвычайная страховая компания»,
- «Энергогарант»[13].

Лидером пула с 2008 года является страховая компания «СОГАЗ».

## Страхователи
Риски гражданской ответственности в РЯСП страхуют предприятия и организации, входящие в государственную корпорацию «Росатом»:
ФГУП «НИИ НПО „ЛУЧ“», ОАО «ТВЭЛ», ОАО «Машиностроительный завод» (ОАО «ЭЛЕМАШ»), ОАО «Ангарский электролизный химический комбинат» (ОАО «АЭХК»), ОАО «Сибирский химический комбинат» (ОАО «СХК»), ОАО «НИКИЭТ», ФГУП "Производственное объединение «Маяк», ОАО «Техснабэкспорт», ФГУП «Горно-химический комбинат» (ФНУП «ГХК»), ОАО «Уральский электрохимический комбинат» (ОАО «УЭХК»), ОАО "ПО «Электрохимический завод», ОАО «ВНИИНМ», ОАО «Государственный научный центр — Научно-исследовательский институт атомных реакторов» (ОАО «ГНЦ НИИАР»), Государственный научный центр Российской Федерации — Физико-энергетический институт имени А. И. Лейпунского (ФГУП "ГНЦ РФ — ФЭИ), ООО «Новоуральский научно-конструкторский центр» (ООО «НННКЦ»), ОАО «Ведущий научно-исследовательский институт химической технологии» (ОАО «ВНИИХТ»), ОАО «Новосибирский завод химконцентратов» (ОАО «НЗХК»), ОАО «Чепецкий механический завод» (ОАО «ЧПЗ»), ФГУП «Научно-исследовательский институт приборов» (ФГУП «НИИП»), Радиевый институт им. В. Г. Хлопина, ОАО Санкт-Петербургский «ИЗОТОП» (ОАО «СПб „ИЗОТОП“»), ФГБУ «ГНЦ РФ ИТЭФ».